# Rattus pyctoris
Rattus pyctoris е вид гризач от семейство Мишкови (Muridae). Видът не е застрашен от изчезване.

## Разпространение
Разпространен е в Афганистан, Бангладеш, Бутан, Индия, Иран, Казахстан, Киргизстан, Китай (Гуандун, Съчуан и Юннан), Мианмар, Непал, Пакистан, Таджикистан и Узбекистан.